# Marge Singleton
Margery „Marge“ Creath Singleton (* 1899 in Ironton, Missouri als Marjory Creath; † 5. Januar 1982 in New York City) war eine amerikanische Jazzpianistin.

## Werdegang
Creath Singleton stammt aus einer musikalischen Familie; die jüngere Schwester des in St. Louis führenden Trompeters Charlie Creath (Trompete) kam durch ihn früh in Kontakt mit der örtlichen Jazzszene. Sie lernte Ragtime zu spielen und half in den Bands ihres Bruders aus. Nach ihrem Highschool-Abschluss akzeptierte sie einen festen Job bei ihm, allerdings ohne große Begeisterung: Sie fand das angeberische Gehabe der männlichen Jazzmusiker ziemlich abstoßend. Dennoch leitete sie die Band ihres Mannes vom Klavier aus. 1924 war die einzige Frau, die damals auf einem Mississippi-Raddampfer als Musikerin aktiv war. Margery Creath war bekannt für ihre erdigen Blues-Chorusse und für „die stärkste linke Hand“ (Doc Randall) in der Stadt. Dennoch wurde sie auf den frühen Aufnahmen von Charlie Creath nicht berücksichtigt. Sie heiratete Zutty Singleton, den Drummer ihres Bruders, mit dem sie 1925 nach Chicago ging, wo sie (nachdem sie drei Monate lang in einer nicht bei der Gewerkschaft gemeldeten Band gespielt hatte) aufhörte, öffentlich aufzutreten. Sie beriet ihren Mann in musikalischen Dingen, instruierte seine Pianisten und half nur gelegentlich aus. Zwischen 1941 und 1951, als das Ehepaar in Kalifornien weilte, spielte sie gelegentlich einige Sets mit. Als wichtige Zeitzeugin der Geschichte des Jazz kommt sie in Büchern wie der Armstrong-Biographie von James Lincoln Collier ausgiebig zu Wort.